# Sony Ericsson LiveView
El Sony Ericsson LiveView es un dispositivo portátil que se conecta a un teléfono Android y puede mostrar feeds de Twitter, feeds RSS, SMS, controlar el reproductor multimedia del teléfono y es capaz de ejecutar complementos de terceros que se pueden obtener en Google Play Store. Es compatible con la mayoría de los teléfonos Android.
LiveView viene con un clip para el cinturón y una banda de reloj y cuenta con una pantalla OLED de 128x128 y radio Bluetooth.